# エクソダス (バンド)
エクソダス（EXODUS）は、アメリカ合衆国出身のスラッシュメタル・バンド。
サンフランシスコ産スラッシュメタル『ベイエリア・スラッシュ』を代表するバンドの一つ。同分野の草創期から活動し、業界からも高い評価を得ていたが一度解散。2000年代初頭に活動を再開した。

## 概要
スラッシュメタル黎明期より活動を始め、「メタリカ」「メガデス」「アンスラックス」「スレイヤー」などと共に、同ジャンルの確立に大きく寄与した。エクソダスの特徴的なザクザクとしたソリッドな独特のリフのカッティングはベイエリア・クランチと呼ばれ、世界中のスラッシュメタルバンドはもとより、デスメタルバンド達にも大きな影響を与えた。しかし「メタリカ」「メガデス」達が商業的に成功する中、所属レコード会社とのトラブルなどの不運が重なったこともあり、商業的に成功には縁が無かった。
また、米西海岸で一緒に活動していた「テスタメント」「フォビドゥン」といったスラッシュメタル勢はいずれもベイエリア・クランチを特徴としていたこともあって、他の地域のスラッシュメタルとの差別化を図る意味でベイエリア・スラッシュと呼ばれている。
「メタリカ」のカーク・ハメットが在籍していた事でも知られる。

## 略歴
- 1979年、カーク・ハメット(G)、トム・ハンティング(Dr)、ティム・アグネロ(G)、キース・スチュワート(Vo)、カールトン・メルソン(B)らによって結成される[3]。当時はジューダス・プリーストのカバーなどを演奏していたという。翌年にキースはバンドを脱退し、トムがボーカルを兼任した。

- 1981年、ティムとカールトンが脱退、後任にゲイリー・ホルト(G)、ジェフ・アンドリュース(B)、さらにポール・バーロフ(Vo)が加入し、地元のクラブなどで本格的に活動を始める。

- 1983年にカーク・ハメットがメタリカへデイブ・ムステインの後任として加入するために脱退すると、後任にリック・ヒューノルトが加入し、続いてベースがロブ・マッキロップに交代する。

- 1985年、トリッド・レコードと契約し、デビュー・アルバム『Bonded by Blood』をリリース。アルバムリリース後のツアーでは、スレイヤー、ヴェノム等と共演し、その時の模様はビデオ『Combat Tour-The Ultimate Revenge-』としてリリースされる。

- 1986年、ポール・バーロフが脱退。地元のローカル・バンドのレガシー（後のテスタメント）のスティーヴ "ゼトロ" スーザを後任に迎えるが、印税の支払いをめぐってトリッド・レコードとの間にトラブルが起こり活動が停滞してしまう。翌年、新たにコンバット・レコードと契約し、2ndアルバム『Pleasures Of The Flesh』をリリース。

- 1989年には3rdアルバム『Fabulous Disaster』をリリース。ヨーロッパツアーや、アメリカでアンスラックス、ハロウィン等との「MTV Headbangers Ball Tour」を行うなど順調な活動を行うが、ツアー中にトム・ハンティングが脱退。残りのライブではヴァイオレンスのペリー・ストリックランドが助っ人参加し、ツアー終了後にアンスラックスのローディーをやっていたジョン・テンペスタが加入する。

- 1990年にキャピトル・レコードより4thアルバム『Impact Is Imminent』でメジャーデビューを飾る。このアルバムではゲイリー・ホルトとリック・ヒューノルトの二人がH-Teamとしてプロデュースを行った。アルバムリリース後、スイサイダル・テンデンシーズ等とアメリカツアーを行った他、12月には初の日本公演を行う。

- コンバット・レコードとの契約消化のため、1991年にライブアルバム『Good Friendly Violent Fun』（1989年7月に地元サンフランシスコで行われたライブを収録）、1992年にベストアルバム『Lessons In Violence』（1st～3rd・Good Friendly Violent Funから選曲のベスト）がリリースされる。

- 1992年にジューダス・プリーストなどのプロデュースを手掛けたクリス・タンガリーディスをプロデューサーに迎え、5thアルバム『Force Of Habbit』をリリースするが、ニルヴァーナ、パンテラの台頭や、メタリカのブラックアルバムのヒットに影響され、メタル・シーンがヘヴィでグルーブ重視の方向に進む中、彼等もスピードを抑え目でグルーブ主体の曲に路線を変更してしまい、ファンの不評を買ってしまう。また、レコード会社のサポートも得られないまま、活動が停滞してしまい、ジョン・テンペスタの脱退もあってバンドは解散状態に陥ってしまう。

- 1993年5月に予定されていた日本公演のため、モードレッドのギャノン・ホールをヘルプに迎え来日公演を行い、その後解散。

- 1997年にロブ・マッキロップを除く1st発表時のメンバーで再結成し、3月8日に地元サンフランシスコでショーを行う。この時の模様を収録したライブCD『Another Lesson In Violence』をセンチュリー・メディアよりリリースしたが、その後自然消滅の形でバンドは再び解散。

- 2001年に癌との闘病中だったテスタメントのボーカル、チャック・ビリーの為のベネフィットイベント「Thrash Of The Titans」に出演。このイベントのためデス・エンジェル、フォビドゥン、ヴァイオレンス、ヒーゼン、ラーズ・ロキットなどの多くのベイエリア・スラッシュメタルバンドが一時的に再結成を行う。このイベントの成功により、活動を再開するバンドも多数出て、エクソダスも再々結成という形で活動を再開することになる。

ポール・バーロフ(Vo)

- 2002年にポール・バーロフが脳卒中で亡くなり、後任としてスティーヴ "ゼトロ" スーザが復帰する[4]。

- 2003年8月にニュークリア・ブラストと契約を行い、元サバトのギタリストで、アーチ・エネミー、テスタメント、クリーター、ネヴァーモア等のアルバムを手掛けたことで有名なアンディ・スニープをプロデューサーに迎えレコーディングを行う。

- 2004年、復活第一弾となる6thアルバム『Tempo Of The Damned』をリリースし、3度目の日本公演を行う。しかし、日本公演終了後にゼトロが脱退（正式には解雇）。予定されていた南米ツアーをエグジュームドのマット・ハーヴェイ、スキンラブのスティーブ・エスクイヴェルらをヘルプに迎え行う。

- 2005年、ゼトロの後任にロブ・デュークスが加入し、新作のレコーディングに入るが、今度はトム・ハンティング、リック・ヒューノルトが脱退。後任に、元ヒーゼンのリー・アルタス、テスタメントを脱退したばかりのポール・ボスタフが加入し、再びアンディ・スニープをプロデューサーに迎えて、7thアルバム『Shovel Headed Kill Machine』をリリースした。

- 2007年、トムが復帰。それに伴ってポールが脱退するが、これについてゲイリーは元々彼はトムが復帰するまでのあくまで「サポートメンバー」としての参加だったことをコメントしている。その後8thアルバム『The Atrocity Exhibition... Exhibit A』をリリースした。

- 2008年デビュー・アルバム『Bonded by Blood』の再録アルバム、『Let there be Blood』をリリース。

- 2010年9thアルバム『Exhibit B: The Human Condition』をリリース。

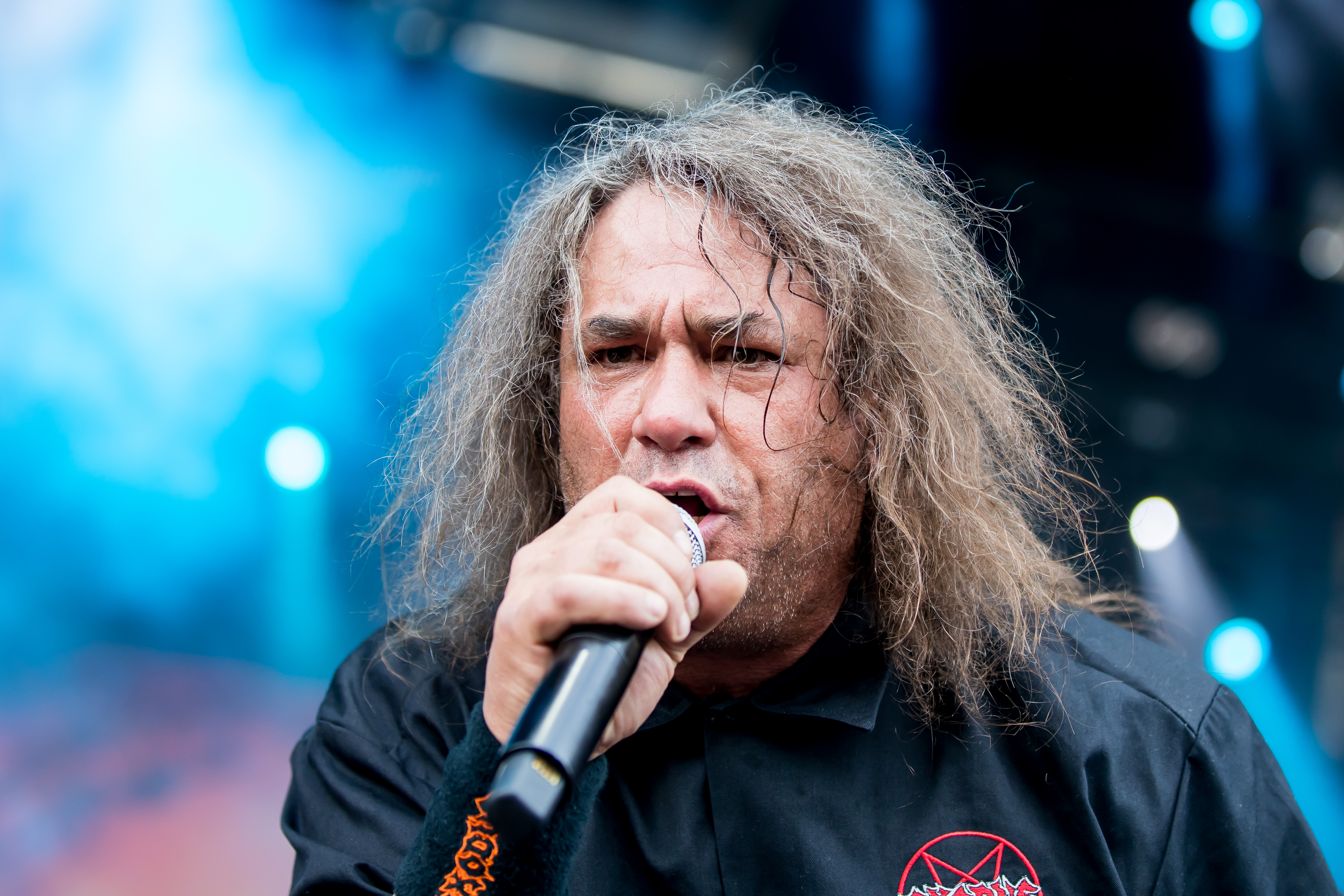
再復帰したゼトロ(Vo)

- 2014年5月付で、ロブが脱退。後任としてゼトロが再復帰する。また同年に発売された10thアルバムの『Blood in Blood out』では元メンバーで現メタリカのカーク・ハメットが一部の曲でゲスト参加している[5]。

- 2021年7月、トムが胃癌の手術、療養のため活動休止。復帰までジョン・テンペスタがサポートとして加入。

- 2021年11月　アルバム『Persona Non Grata』をリリース。

- 2025年　主要メンバーのスティーヴ "ゼトロ" スーザが再降板し、後任にロブ・デュークスが11年ぶりの復帰[6]。

## メンバー

### 現ラインナップ
※2025年2月時点
- ロブ・デュークス　Rob Dukes - ボーカル (2005-2014, 2025- )
ゼトロとポールを合わせて2で割ったようなボーカルスタイルといわれていた。ゼトロ脱退後のバンドを長らく支えてきたがゼトロ復帰のため脱退。2025年、ゼトロ再降板の後任として復帰した。
- ゲイリー･ホルト　Gary Holt ギター (1981-1992, 1997- )
デビューメンバーでありバンドの中心人物。非常にヘヴィなクランチリフが特徴。「スレイヤー」にて、ジェフ・ハンネマンの後任メンバーとしても活動している。
- リー・アルタス　Lee Altus - ギター (2005- )
1981年にソ連（現ロシア）からアメリカに亡命し、「ヒーゼン」を結成し活動していたが1991年に解散。2001年に同バンドを再結成。他に2003年からは「エンジェル・ウィッチ」のメンバーとしても活動を行っていた。
- ジャック・ギブソン　Jack Gibson - ベース (1997- )
デスメタル・バンド「ヴァイル（英語版）」でも活動していた。
- トム・ハンティング　Tom Hunting - ドラムス (1979-1989, 1997-2005, 2007- )
バンドの創設者。1989年、2005年のいずれも体調不良を理由に脱退している。現在は復帰。シンプルなドラムセットながら、ドラミングは軽やかかつパワフルである。

サポート
- ブランドン・エリス　Brandon Ellis - ギター (2022- )
フルタイムで参加出来ない場合のゲイリー･ホルト、もしくはリー・アルタスの代役。「ザ・ブラック・ダリア・マーダー」メンバー。

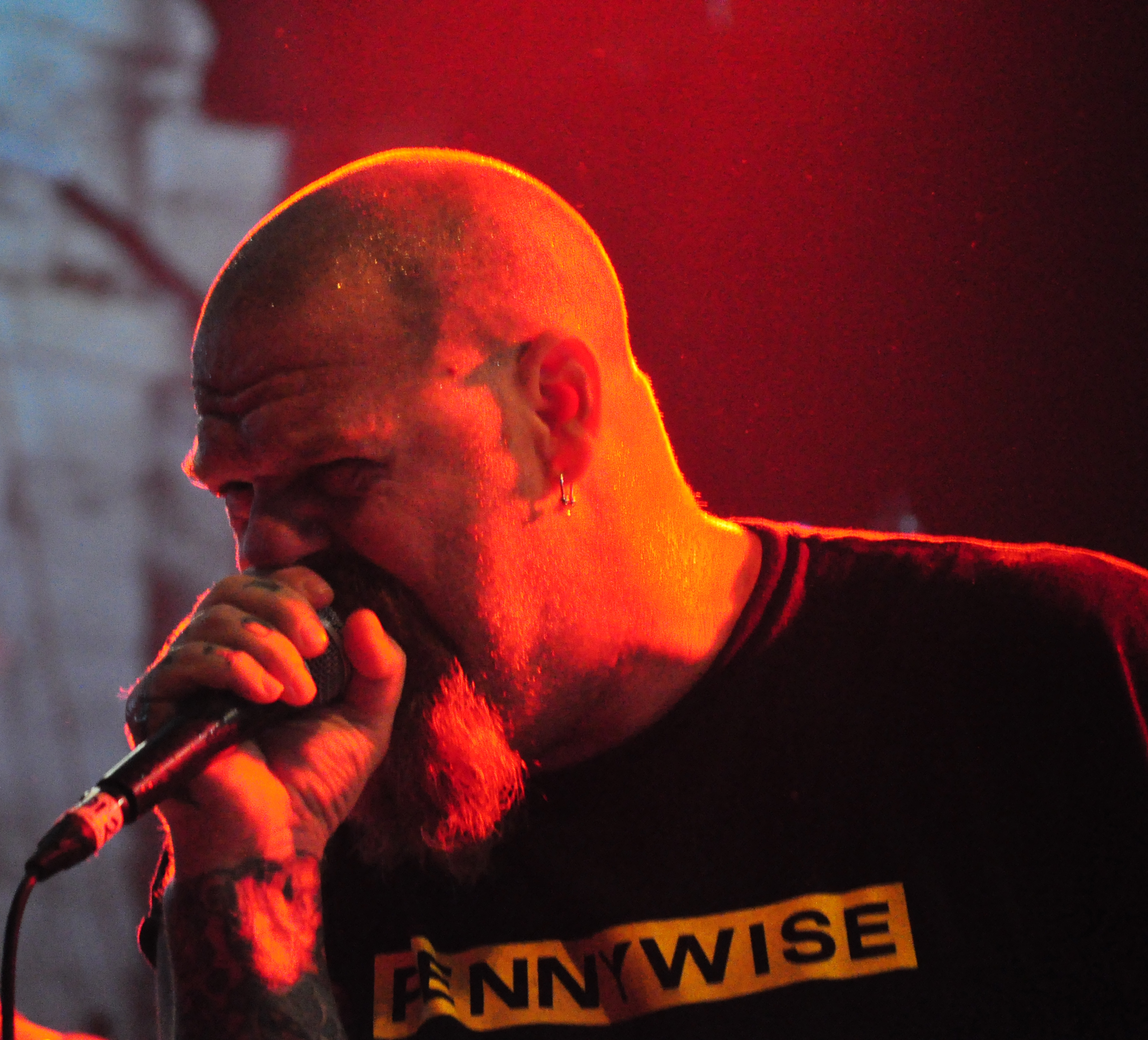
ロブ・デュークス(Vo) 2012年
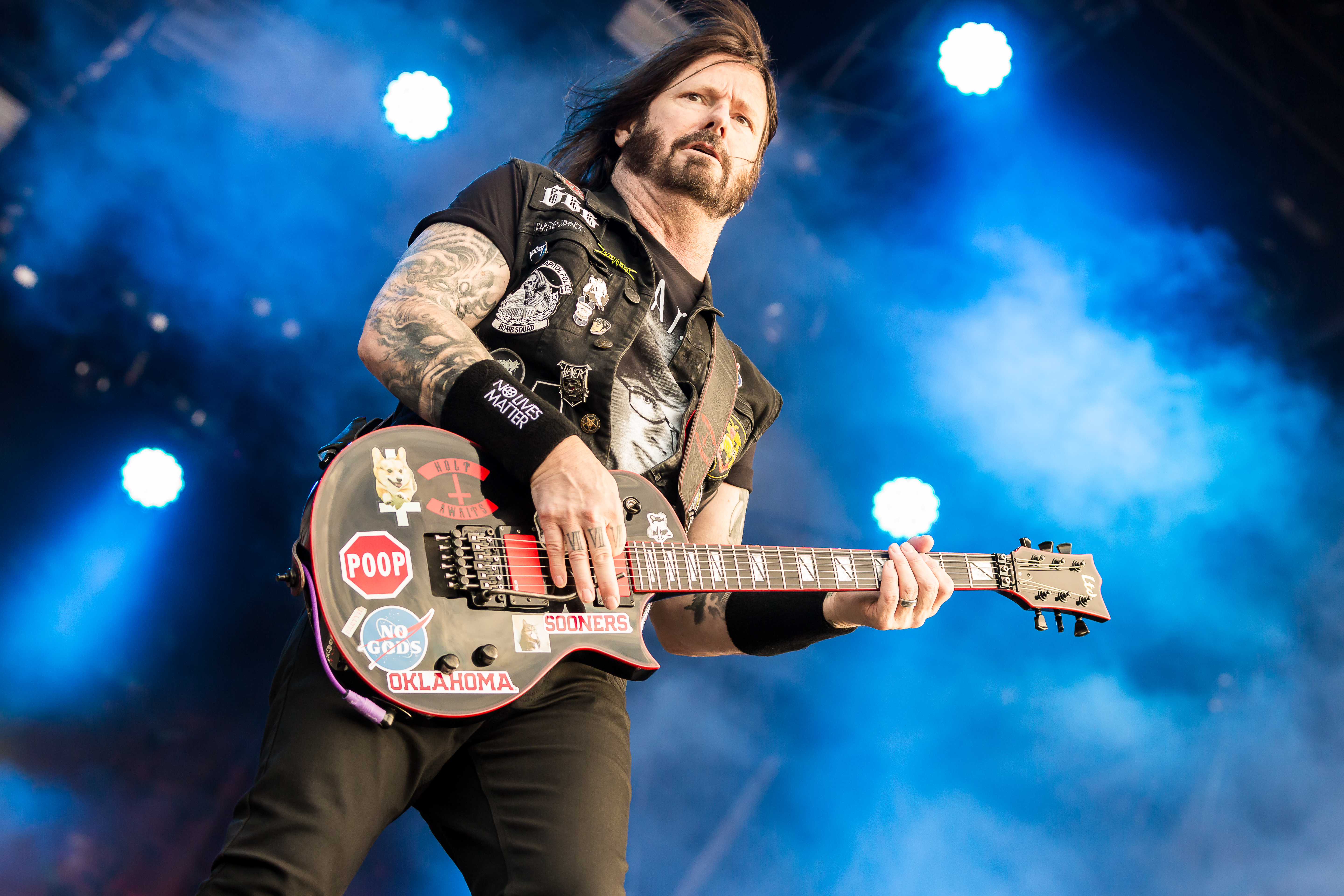
ゲイリー･ホルト(G) 2022年
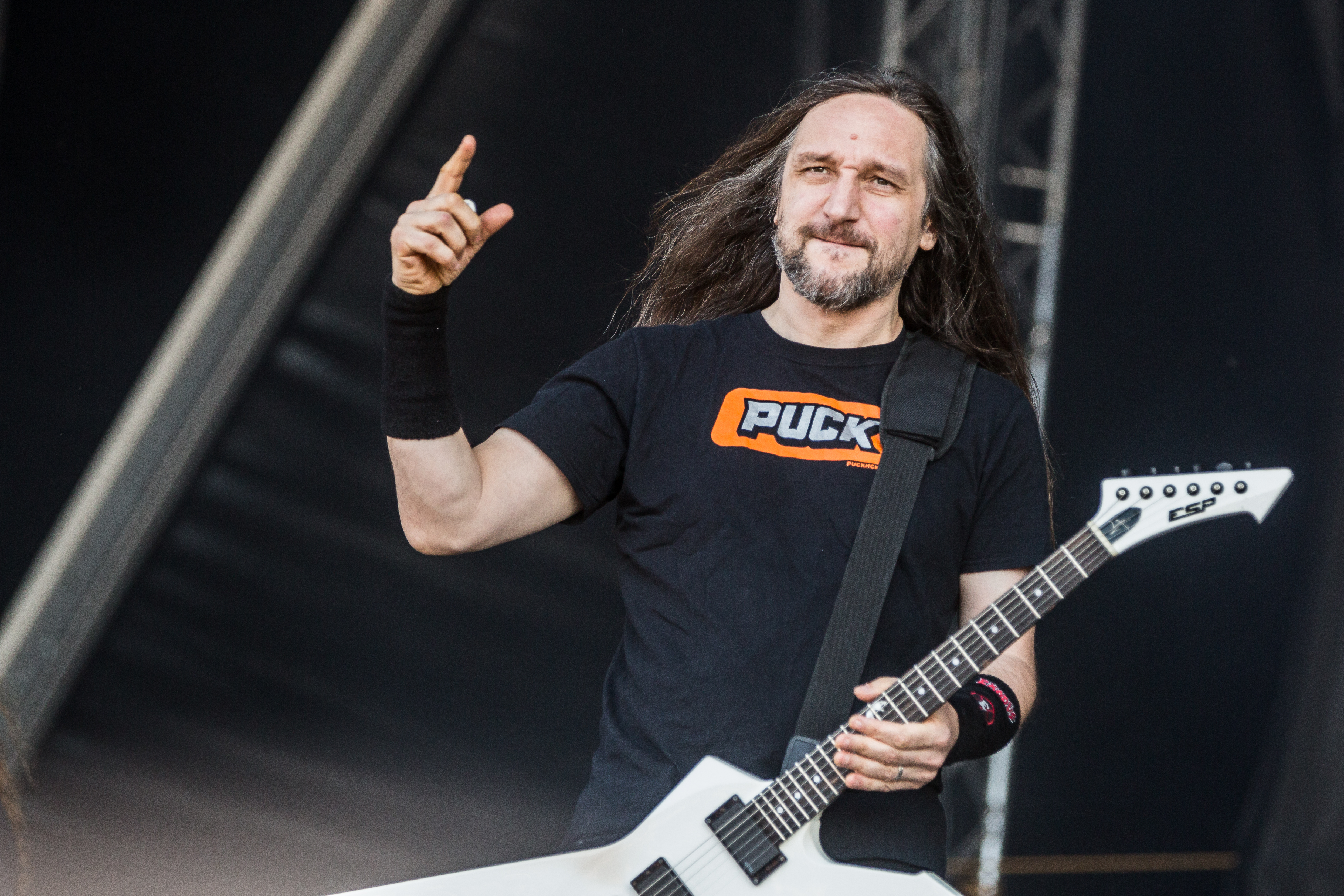
リー・アルタス(G) 2018年
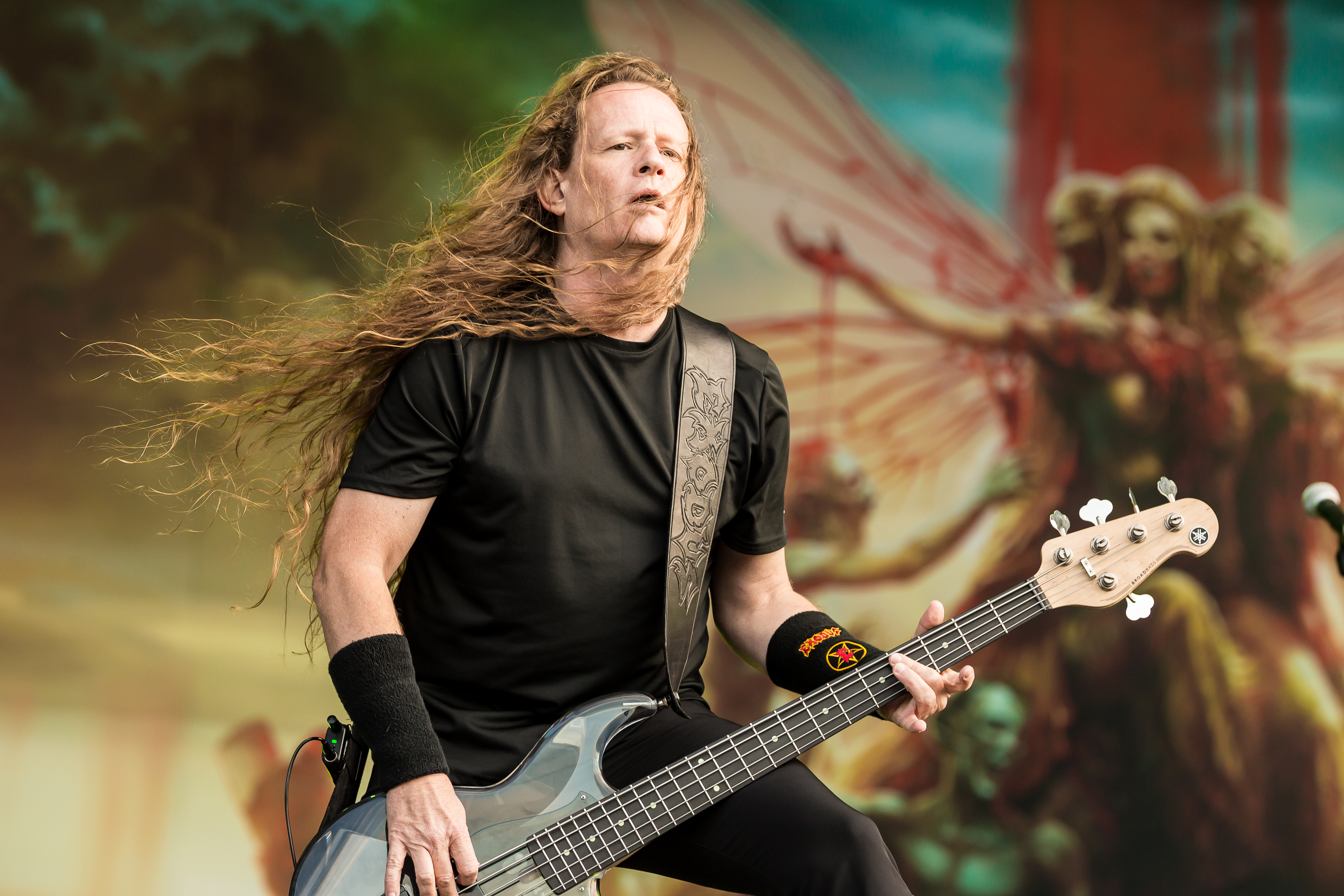
ジャック・ギブソン(B) 2022年
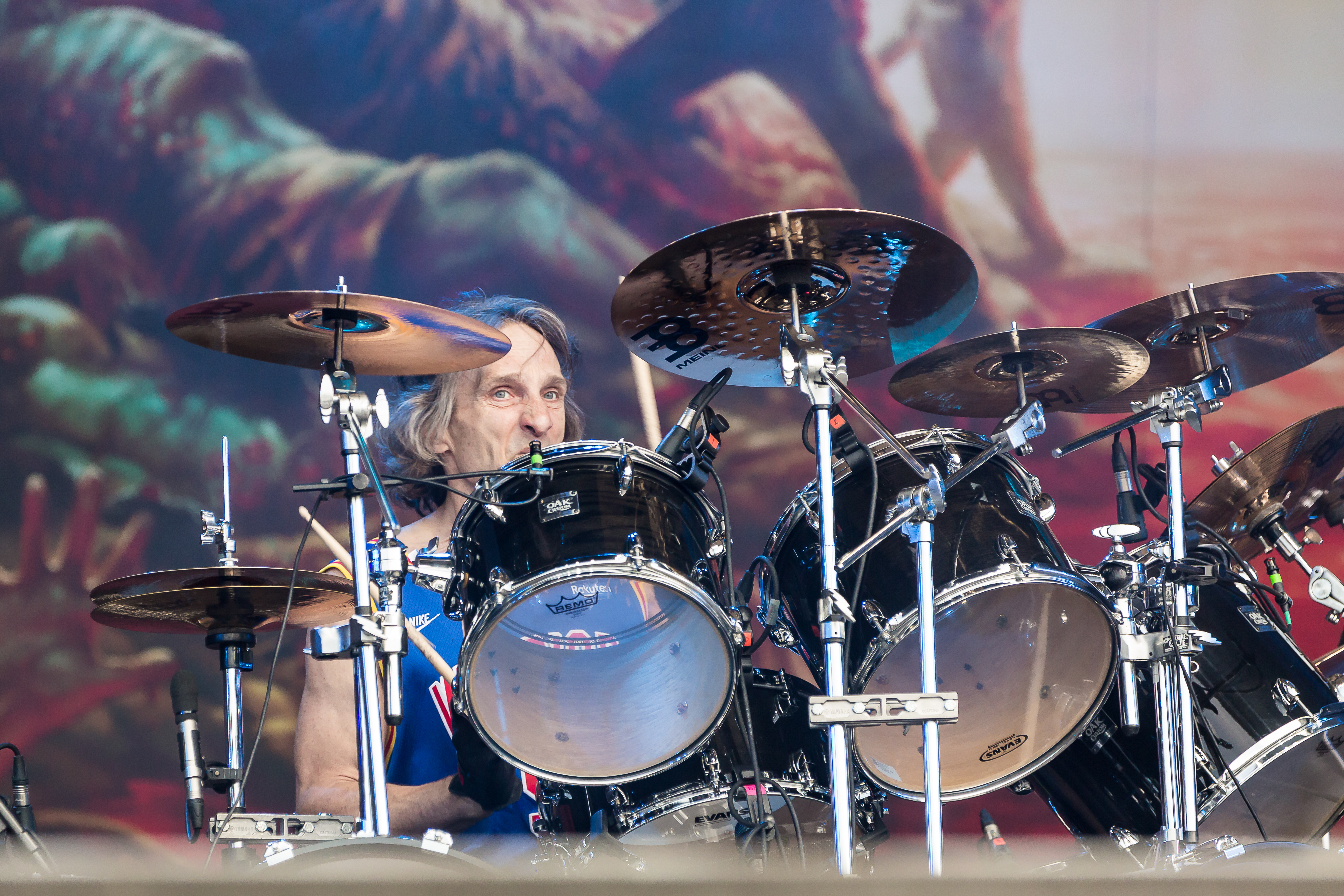
トム・ハンティング(Ds) 2022年

### 旧メンバー
- カールトン・メルソン　Carlton Melson - ベース (1979-1981)
- ティム・アグネロ　Tim Agnello - ギター (1979-1981)
- キース・スチュワート　Keith Stewart - ボーカル (1979-1980)
- ジェフ・アンドリューズ　Jeffrey "Jeff" Andrews - ベース (1981-1983)
- カーク・ハメット　Kirk Hammett - ギター (1979-1983) 創設者の一人。「メタリカ」に移籍。
- ポール・バーロフ　Paul Baloff - ボーカル (1982-1986, 1997-1998, 2001-2002) RIP.2002
脱退後は「Piranha」で活動し、一時的に「ヒーゼン」にも在籍。独特のボーカルスタイルが人気であった。ドラッグの後遺症による脳卒中が原因で2002年2月2日に死去。41歳。
- マイク・マウン　Mike Maung - ギター (1983)
- エバン・マカスキー　Evan McCaskey - ギター (1983) RIP.1989
- ロブ・マッキロップ　Robert "Rob" McKillop - ベース (1983-1991)
- リック・ヒューノルト　Rick Hunolt - ギター (1983-1994, 1997-1998, 2001-2005)
2004年の『テンポ・オブ・ザ・ダムド』発表後、家庭の優先を理由に脱退。
- スティーヴ "ゼトロ" スーザ　Steve "Zetro" Souza - ボーカル (1986-1992,  2002-2004, 2014-2025 )
2004年の『テンポ・オブ・ザ・ダムド』発表後、家庭の優先を理由に二度目の脱退をするが、後任のロブ・デュークスの脱退に伴い再々加入する。2025年三度目の脱退をした。
- ジョン・テンペスタ　John Tempesta - ドラムス (1989-1994)
アンスラックスのローディを経て、エクソダスに加入。脱退後はテスタメント、ホワイト・ゾンビ、ヘルメットなどで活動。現在はザ・カルトにて活動中。
- マイク・バトラー　Michael Butler - ベース (1991-1994)
- ポール・ボスタフ　Paul Bostaph - ドラムス (2005-2007)
エクゾダス加入前は「フォビドゥン」「スレイヤー」「システマティック」「テスタメント」などで活動。トム・ハンティングのバンド復帰をきっかけに脱退。

サポート
- クラゲン・ラム　Kragen Lum - ギター (2013, 2015-2019)
フルタイムで参加出来ないゲイリー･ホルトの代役。「ヒーゼン」メンバー。

## ディスコグラフィ
オリジナル・アルバム
- 1985年　Bonded by Blood
- 1987年　Pleasures of the Flesh
- 1989年　Fabulous Disaster
- 1990年　Impact is Imminent
- 1992年　Force of Habit
- 2004年　Tempo of the Damned
- 2005年　Shovel Headed Kill Machine
- 2007年　The Atrocity Exhibition... Exhibit A
- 2008年　Let There Be Blood
- 2010年　Exhibit B: The Human Condition
- 2014年　Blood In, Blood Out
- 2021年　Persona Non Grata

ライブ・アルバム
- 1991年　Good Friendly Violent Fun
- 1997年　Another Lesson In Violence

コンピレーション
- 1992年　Lessons In Violence

シングル/EP
- 1990年　Objection Overruled
- 1990年　The Lunatic Parade
- 1993年　War Is My Shepherd

ビデオ作品
- 1985年　V.A./Combat Tour－The Ultimet Revenge w/スレイヤー、ヴェノム
- 2005年　Live At The DNA
- 2008年　Double Live Dynamo
- 2010年　Shovel Headed Tour Machine And Other Assorted Atrocities

## 補足備考
- ゲイリー・ホルトとリック・ヒューノルトの二人は二人の姓の頭文字から名付けられた「H-Team」という名で、エクゾダスのアルバム以外にも、パニックを始めとするいくつかのバンドのプロデュースも行った。

## 日本公演
- 1990年
- 1993年
- 2004年
- 2006年 EXTREME THE DOJO Vol.15
- 2009年9月 THRASH DOMINATION 09
- 2010年9月 THRASH DOMINATION 10
- 2014年3月 THRASH DOMINATION 14
- 2015年3月 THRASH DOMINATION 15[7]
- 2016年10月 LOUD PARK 16